# 金倫我
金倫我（韓語：김윤아，1974年3月11日—），韓國女歌手，搖滾樂團紫雨林的主唱。常見譯名為金潤雅、金允兒。

## 活動
金倫我是搖滾樂團紫雨林的成員，在1997年以參與持花的男人(꽃을 든 남자)電影OST《Hey Hey Hey》首次亮相。
2006年6月13日與牙醫金亨奎結婚。
2000年參與電影訪問。2005年參與電影然後那些人們 。2007年參與電影十三歲少女。
2001年發布第一張個人專輯Shadow Of Your Smile。2004年發布第二張個人專輯琉璃假面。2010年發表第三張個人專輯315360。這三張專輯的作詞、作曲、譜曲，充分展現金倫我作為一名創作歌手的能力。

## 音樂作品
關於紫雨林的專輯詳見紫雨林

### 正規專輯
- 2001年：1輯《Shadow Of Your Smile（朝鲜语：Shadow Of Your Smile）》
- 2004年：2輯《琉璃假面（朝鲜语：유리가면 (김윤아의 음반)）》
- 2010年：3輯《315360（朝鲜语：315360）》
- 2016年：4輯《他人的苦痛》
- 2024年：5輯《官能小説 (관능소설)》

### 單曲
- 2013年11月5日：《月刊尹鍾信》－〈그댄 여전히 멋있는 사람〉
- 2016年4月29日：〈KYRIE（키리에）〉
- 2016年8月8日：〈你好（안녕）〉
- 2016年11月16日：〈琉璃（유리）〉

### OST
- 2001年：《春逝（朝鲜语：봄날은 간다 (영화)） OST》－〈春逝（朝鲜语：봄날은 간다 (노래)）（봄날은 간다）〉
- 2015年：《失蹤的黑色M OST Part.1》－〈清醒夢（자가몽）（feat. Olltii）〉
- 2016年：《Signal OST Part.4》－〈路（길）〉
- 2016年：《德惠翁主 OST》－〈小花（작은 꽃）〉
- 2017年：《師任堂，光的日記 OST Part.2》－〈緣（연）〉
- 2017年：《Voice OST Part.2》－〈聲音（목소리）〉
- 2018年：《陽光先生 OST Part.3》－〈沒有眼淚的日子（눈물 아닌 날들）〉
- 2018年:  《Mother OST Part.1》－〈給是我的你 (나인 너에게)〉
- 2020年:  《如實陳述 OST Part.1》－〈Be Colored (물들어간다)〉
- 2020年:  《謗法 OST Part.1》－〈Nobody Knows)〉
- 2020年:  《夫妻的世界 OST Part.1》－〈Lonely Sailing)〉
- 2021年:  《Mine OST Part.5》－〈Winner〉
- 2021年:  《人間失格 OST Part.3》－〈Under the blossom shadow〉

### 綜藝節目競演專輯
| 發行日        | 節目名稱         | 參與曲目                                        | 備註     |
| ------------- | ---------------- | ----------------------------------------------- | -------- |
| 2016年7月8日  | MBC 二重唱歌謠祭 | 把收音機開大（크게 라디오를 켜고）              | 與蔡甫勳 |
| 2016年7月15日 | MBC 二重唱歌謠祭 | 愛情，那面對面的寂寞（사랑 그 쓸슬함에 대하여） | 與蔡甫勳 |
| 2017年1月6日  | MBC 二重唱歌謠祭 | 起來（일어나）                                  | 與蔡甫勳 |
| 2017年1月13日 | MBC 二重唱歌謠祭 | 雪之花（눈의 꽃）                               | 與蔡甫勳 |

## 演出作品

### 電影
- 訪問(Interview/인터뷰)（朝鲜语：인터뷰 (2000년 영화)） (2000年)
- 总统致命一击 (2005年)
- 十三歲少女(Girl Thirteen/열세살, 수아)（朝鲜语：열세살, 수아）。 (2007年)

### 戲劇
- MBC 最佳劇場 - 夢想家(베스트극장 - 드리머즈)
- OCN Voice(第九集-特別出演DJ)(2017年)

## 綜藝節目
- MBC Talking Time with MC (MC와의 토크) (2005年1月11日)
- MBC 我是歌手 第一季 E19-41(榮譽畢業) (2011年)
- SBS 強心臟 歌手特輯 E96-97 (2011年)
- JTBC 隱藏歌手 第二季 E11 (2013年)
- MBC 二重唱歌謠祭 E13-15 (2016年7月1日-7月15日、2017年1月6日-2月10日、2017年4月7日)
- Mnet 看見你的聲音3 E4 (2016年7月21日)
- SBS Fantastic Duo  E29-30 (2016年11月13日-11月20日)
- JTBC Begin Again 第二季 (2018年)

### 主持
- 2017年2月1日－至今：SBS MTV《The Stage Big Pleasure》

## 獎項
- 2004年：第六屆Mnet亞洲音樂大獎－評委會特別獎〈夜想曲（야상곡）〉

## 外部連結
- 金倫我的X（前Twitter）
- 金倫我的Instagram帳戶
- 金倫我的Facebook專頁